# Sławęcinek (województwo wielkopolskie)
Sławęcinek – wieś w Polsce położona w województwie wielkopolskim, w powiecie konińskim, w gminie Ślesin.
| SIMC    | Nazwa              | Rodzaj                          |
| ------- | ------------------ | ------------------------------- |
| 1006714 | Makarowo Gorańskie | część wsi                       |
| 1006766 | Pinki              | część wsi (zniesiona w 2023 r.) |
| 0296851 | Rębowo             | część wsi                       |
| 1006826 | Sławęcinek-Kolonia | część wsi (zniesiona w 2023 r.) |

W latach 1975–1998 miejscowość należała administracyjnie do województwa konińskiego.